# Skånes Spelmansförbund
Skånes Spelmansförbund är en förening som "skall verka för att traditionsbunden skånsk folkmusik tillvaratas, levandegörs och blir känd i vidare kretsar, samt främja skånska spelmäns gemensamma intressen".
Förbundet bildades 1936, och dess första ordförande var Sten Broman.